# Mordovia Arena
El Mordovia Arena (en ruso: Мордовия Арена) es un estadio de fútbol de Saransk, República de Mordovia, Rusia, construido con motivo de la Copa Mundial de Fútbol de 2018. Asimismo, será la sede del club de fútbol Mordovia Saransk en sustitución del Start Stadium.
Sus obras se iniciaron en el año 2010 a cargo del grupo SaranskGrazhdanProekt dirigido por el arquitecto alemán Tim Hupe y estaba previsto que finalizara la construcción del estadio a partir del 2012 para diferentes eventos deportivos que se celebraban en ese año, pero posteriormente la apertura se pospuso para el año 2015, debido a la idea de la creación de un complejo deportivo que cuente con instalaciones de baloncesto y voleibol, también se construirán diferentes locales de ocio, permitiéndose así ser un estadio de competencia internacional.
Tras la Candidatura de Rusia a la Copa Mundial de Fútbol de 2018, el Estadio Yubileyniy fue elegido para jugar algunos de los diversos partidos del mundial de fútbol.
Durante su celebración se ha planeado que con la construcción de estructuras prefabricadas que se utilizaran como gradas la capacidad de aforo del estadio se quedara en un total de 45 100 espectadores, pero solo durante la celebración de los partidos de FIFA. El estadio cuenta con césped de hierba natural y en total tendrá después de la Copa Mundial una capacidad de 28 500 espectadores. La fachada del estadio tiene de los colores de la bandera de Mordovia.
La ampliación fue inaugurada el 21 de abril de 2018, cuando el "Mordovia" jugó con Izhevsk "Zenith" en un empate cero.
El recinto tiene cabida para 44 000 espectadores.
La superficie total de la instalación es de 122 700 metros cuadrados.
El estadio «Mordovia Arena» está situado en la parte central de la ciudad, en disponibilidad peatonal de sitios claves de las estructuras urbanas. En su aspecto exterior se divisa el sol: símbolo principal de los mitos y leyendas antiguos de los mordvinos.
Durante el Campeonato Mundial en el estadio se celebrarán cuatro juegos de la fase de grupos entre los equipos de Dinamarca y Perú, Colombia y Japón, Irán y Portugal, Panamá y Túnez.
Después del Campeonato Mundial se planifica convertir el estadio en un centro de deportes y entrenamiento más grande de Saransk.

## Historia de la construcción

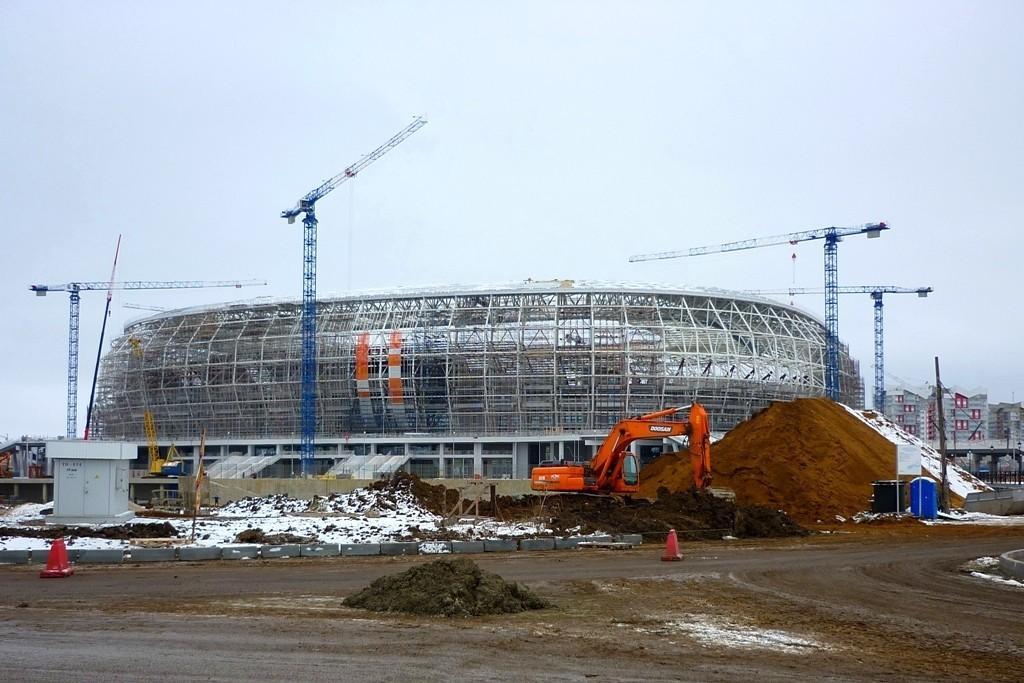
El territorio sobre el que se construiría el estadio fue limpiado para dar paso a las construcciones metálicas de su esqueleto donde aparecieron paneles de acabado.

En el año 2010 fue limpiado el territorio para la construcción del estadio cerca de la calle Volgográdskaya en el valle anegadizo del río Insaruando.
La decisión de levantar un estadio en Saransk fue tomada todavía antes de que se supo que el Campeonato Mundial de Fútbol tendría lugar en Rusia. Lo debían construir en los años 2010 – 2012, haciendo coincidir su inauguración con los dos acontecimientos importantes: la Espartaquiada y el milenio del hermanamiento del pueblo de Mordovia con otros pueblos de Rusia. El plan fue revisado porque según las exigencias de la FIFA la capacidad del estadio debería ser al menos de 45 000 espectadores, y no de 28 000 como se había planeado antes.
El edificador del estadio es la compañía «Sport-Engineering».
El 2 de noviembre de 2017 se realizó el primer segado del césped del estadio. Y el primer partido se jugó aquí el 21 de abril de 2018.
A finales de 2017 el estadio de Saransk obtuvo su configuración proyectada. En las construcciones metálicas de su esqueleto aparecieron paneles de acabado, que componían la base de la apariencia de la obra. El territorio alrededor del estadio se puso en orden, se hizo el arreglo de locales interiores y se montaron los ascensores.
La construcción del estadio ha permitido resolver toda una serie de problemas de urbanización muy importantes para una ciudad provincial: fue levantado un parque y habilitado el malecón del río Insar, se unieron los barrios residenciales con el centro de la ciudad. Se creó una zona de actividades festivas, de recreo y entretenimiento.

## Datos técnicos y particularidades de la construcción
El estadio consta de un estilóbato de dos pisos, y la arena está protegida con una cubierta en forma de copa, que sirve de bóveda para la zona de espectadores.
Con su fachada principal (occidental) el estadio se despliega hacia la parte central de la ciudad y el malecón del río Insar.
Las paredes del estadio están hechas con los paneles metálicos colgantes, perforados y enteros, de colores vistosos.
Para asegurar la mejor visibilidad la distancia del centro del campo de fútbol hasta los espectadores no supera 90 metros.
Las graderías están divididas en 4 sectores con subsectores, se destacan localidades vip y palco presidencial. Cada sector cuenta con sus propias puertas de entrada y salidas de evacuación, puntos de alimentación, puestos médicos y aseos, incluidos para las personas con discapacidad. En las tribunas se prevén asientos para los grupos de movilidad reducida en cochecitos de inválidos y sus acompañantes, como también los sitios para la gente con deterioro de la audición, que se sitúan en la zona de visibilidad directa del tablero principal y pantallas de video.
Se prevé un sector para los hinchas del equipo de los invitados, equipado con entradas aparte, cantinas, locales de aseo y retretes.
Está proyectado el sector familiar separado, al lado del cual se encuentran habitaciones de juego para niños.
Se prevén localidades para los medios de comunicación, una sala para conferencias de prensa, la zona mixta para los encuentros de los periodistas con los jugadores, un estudio de radio y televisión.
Se planifica convertir el estadio en un centro de deportes y entrenamiento más grande de Saransk.

## Servicios para espectadores
Los espectadores tendrán acceso a los siguientes servicios adicionales:
- Apoyo informativo brindado por voluntarios.
- Información (punto de registro de menores, sitio para dejar los coches de niño, oficina de objetos perdidos).
- Consigna.

Además, las instalaciones están dotados de elevadores, rampas y torniquetes para los espectadores con movilidad reducida. Uno de los sectores de la gradería está adaptado para personas con discapacidad.

### Condiciones para los espectadores con discapacidad
En el marco del Campeonato Mundial de Fútbol 2018 hay entradas, destinadas especialmente para las personas con discapacidad, con movilidad reducida o con exceso de peso. Estas entradas, que también se llaman Entradas para las categorías especiales de personas, se dividen en cuatro variedades:
- «Entrada para las personas en cochecitos de inválido» (“W”, para las personas en cochecitos de inválido) + 1 billete para el acompañante;
- «Entrada simplificada estándar» (“ES”, para las personas con discapacidad, de movilidad reducida o con otras indicaciones médicas);
- «Entrada simplificada con comodidades» (“AM”, para las personas con perros guías o con las indicaciones médicas que prevén el uso de perros guías, y también para las personas que por su  movilidad reducida necesitan  más espacio para las piernas);
- «Para las personas con exceso de peso» (“OP”, entrada simplificada y asientos más anchos para las personas, cuyo índice de masa del cuerpo es 35 kg/m² o más).

### Servicios para las personas de categoría especial en el estadio
- Centro de movilidad (Entrega de cochecitos de inválido para las personas de movilidad reducida y el acompañamiento por voluntarios hasta el asiento indicado en ;a entrada);
- Rampas en las entradas y ascensores en los sitios especiales (Pabellones) para las personas de movilidad reducida;
- Carritos de golf, que recorren el perímetro del estadio después de pasar los puestos de control;
- Entrega de audioguías (para las personas invidentes o con problemas de visión).[5]

## Ubicación y cómo llegar
El estadio «Mordovia Arena» está situado en el valle anegadizo del río Insar, con acceso peatonal desde el centro y barrios residenciales de la ciudad.
Los espectadores pueden llegar al estadio en automóvil, en el transporte urbano y en autobuses especiales desde el aeropuerto, la estación de ferrocarril, o aparcamientos próximos.
Los principales hoteles, zonas de aficionados y otras curiosidades de la ciudad igualmente están a la distancia mínima del estadio.
Cómo llegar. A corta distancia del estadio «Mordovia Arena», en la calle Volgográdskaya, se paran los autobuses, trolebuses y taxis de ruta. Hasta aquí es fácil llegar desde cualquiera de las partes de la ciudad.
En automóvil. La parte central de Saransk, donde se encuentran las principales curiosidades, se encuentra en el cuadrado trazado por las calles Staroposádskaya, Botevgrádskaya, Polezháyeva/Vásenko, Serova y Aleksandra Névskogo. A la parte oriental de la ciudad desde el cruce de las calles Kommunistícheskaya y Serova a través del río Insar lleva la calle Volgográdskaya. Ahí mismo, al otro lado del río está el estadio «Mordovia Arena». A través de las regiones del oeste, del norte al sur (de la carretera Liambírskoye hasta la calle Osipenko) va la ruta por las calles Veselóvskogo – Kovalenko – Yugo-Západnoye Shosse.
Al norte del centro se llega por la avenida Lenin. Y luego por las carreteras Aleksándrovskoye y Liambírskoye. Atravesando estas arterias desde el norte pasa el Rodeo norte de Saransk, que empieza en el cruce de las autovías Р-180 y Р-158, y luego traspasa en el Rodeo este de Saransk, que lleva ya al aeropuerto.
Hacia la frontera sur de Saransk lleva la calle Osipenko. Al aeropuerto se llega por la ruta de las calles Aleksandra Névskogo – Sevastópolskaya – Krásnaya, desviándose hacia la dirección del aeropuerto de Saransk después del empalme con el Rodeo del Este.
En todo el territorio de Saransk el aparcamiento en las calles es gratuito. Estacionar en las aceras, paradas del transporte urbano, y en los sitios indicados por las señales de circulación está prohibido.

## Eventos

### Copa Mundial de Fútbol de 2018

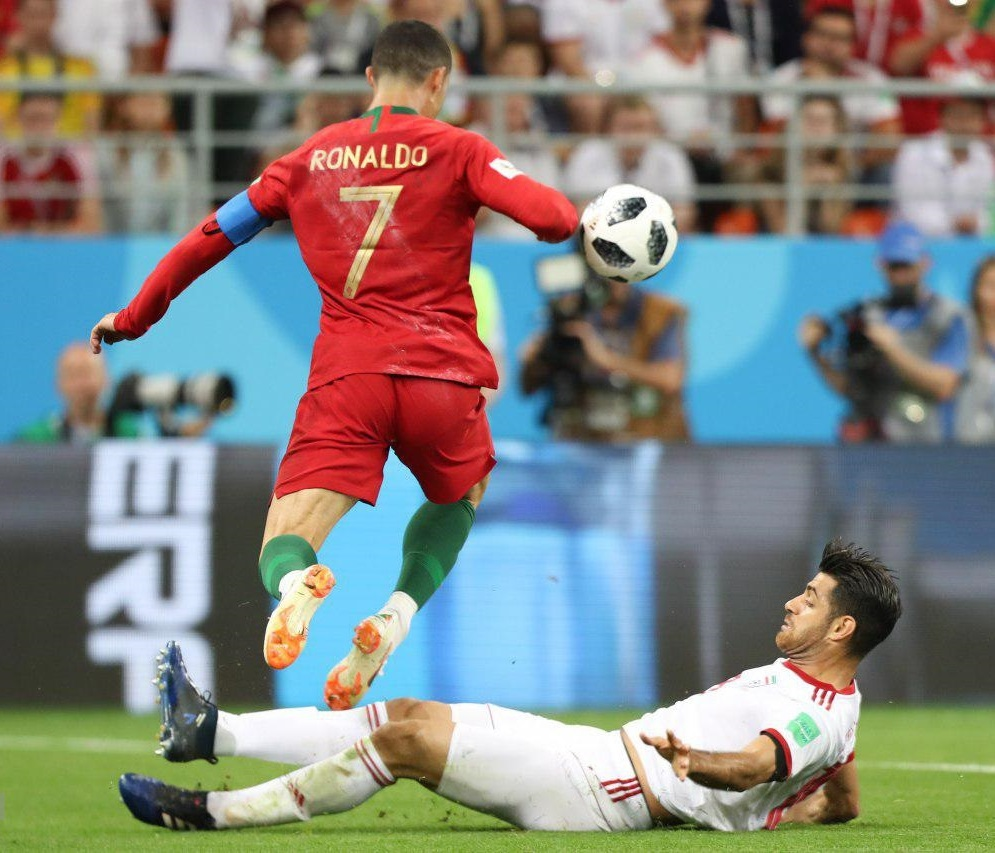
Cristiano Ronaldo esquiva a Morteza Pouraliganji en el partido entre y.

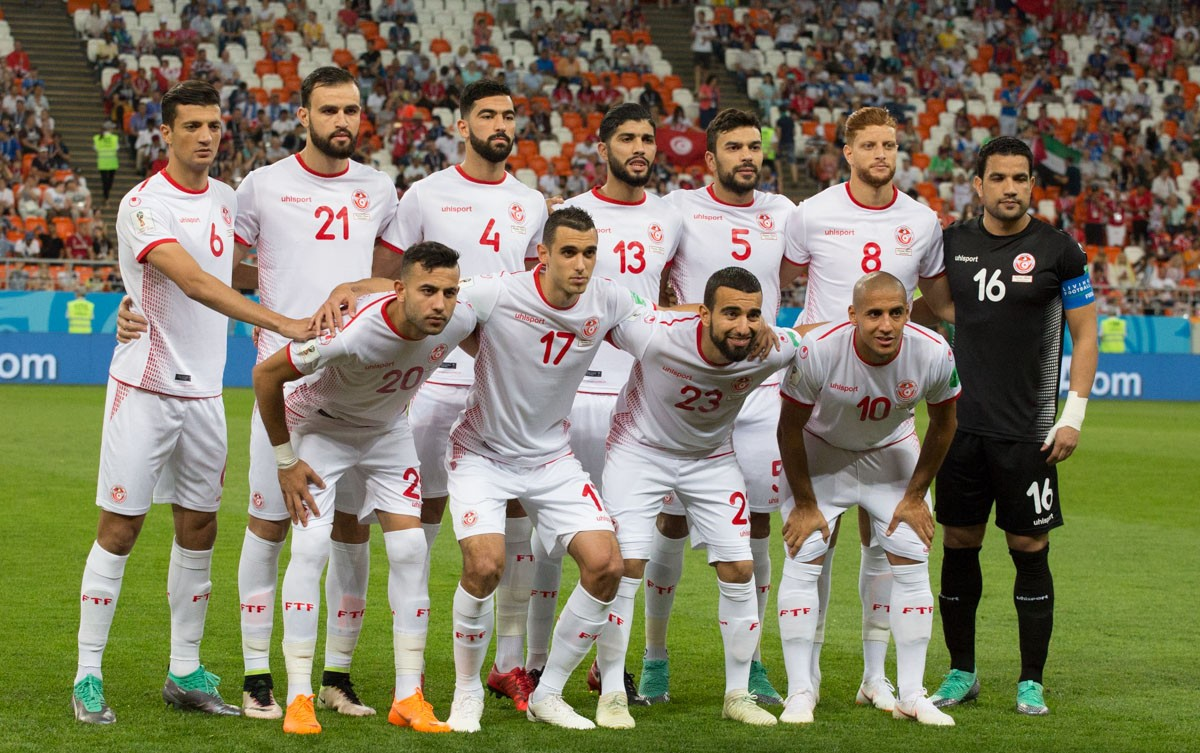
Alineación inicial de antes del partido contra.

Este estadio fue una de las sedes de la Copa Mundial de Fútbol de 2018. Se disputaron los siguientes partidos:
| Fecha               | Fase         | Equipo   |                     | Resultado |                      | Equipo    | Espectadores |
| ------------------- | ------------ | -------- | ------------------- | --------- | -------------------- | --------- | ------------ |
| 16 de junio de 2018 | Primera fase | Perú     | Bandera de Perú     | 0:1       | Bandera de Dinamarca | Dinamarca | 40 502       |
| 19 de junio de 2018 | Primera fase | Colombia | Bandera de Colombia | 1:2       | Bandera de Japón     | Japón     | 40 842       |
| 25 de junio de 2018 | Primera fase | Irán     | Bandera de Irán     | 1:1       | Bandera de Portugal  | Portugal  | 41 685       |
| 28 de junio de 2018 | Primera fase | Panamá   | Bandera de Panamá   | 1:2       | Bandera de Túnez     | Túnez     | 37 168       |

## Seguridad
Para el Campeonato Mundial de Fútbol 2018 el estadio contará con sistemas de alarma y aviso, detectores de metales, escáneres de líquidos peligrosos y sustancias explosivas y 30 puestos de vigilancia permanente.

### Reglas de conducta
Al visitar los juegos es necesario recordar:
- Al estadio hay que llegar con antelación – las puertas para los espectadores se abren 3 horas antes del comienzo del partido.
- Estadio – es el territorio, donde está prohibido fumar.
- En el estadio rige la política NO RE-ENTRY, después de escanear la entrada y pasar a su asiento en la tribuna, no se puede entrar otra vez al estadio con el mismo billete.
- En los estadios está organizada la recolección selectiva de residuos. Los espectadores deben poner atención a la información puesta los contenedores de basura y seguir las reglas simples: botellas de plástico, latas de aluminio y papeles se botan a los contenedores amarillos, mientras que los restos de alimentos, servilletas, el embalaje y la vajilla desechable se tira a los contenedores de color verde. La recolección selectiva ayudará a mandar la gran parte de residuos para su transformación y disminuir la influencia negativa en el medio ambiente.[5][6]